# Mang
I Mang sono un gruppo etnico che vive soprattutto nel Vietnam, riconosciuti dal governo vietnamita come uno dei 54 gruppi etnici del paese.
Contano circa 4.500 individui, di cui circa 500 vivono nella regione cinese dello Yunnan, nella Cina del sud, dove sono considerati organici al gruppo Wèi Shíbié Mínzú, una lista di alcune etnie non distinte per nazionalità.
La lingua dei Mang fa parte del ramo nordico del ceppo Mon-Khmer.
Sono tradizionalmente considerati politeistici e strettamente correlati all'altro gruppo etnico della regione, quello dei Palaung.